# Provincia Hamgyong de Nord
Hamgyong de Nord este o provincie a R.P.D. Coreene. Reședința se găsește la Chongjin, al doilea oraș ca mărime din Coreea de Nord.
În această provincie se află situl de teste nucleare Punggye-ri.